# Gilpinia catocala
Gilpinia catocala is een vliesvleugelig insect uit de familie van de dennenbladwespen (Diprionidae). De wetenschappelijke naam van de soort is voor het eerst geldig gepubliceerd in 1858 door Snellen van Vollenhoven.